# Bonarówka
Bonarówka (ukrainisch Бонарівка) ist eine Ortschaft mit einem Schulzenamt der Gemeinde Strzyżów im Powiat Strzyżowski der Woiwodschaft Karpatenvorland in Polen.

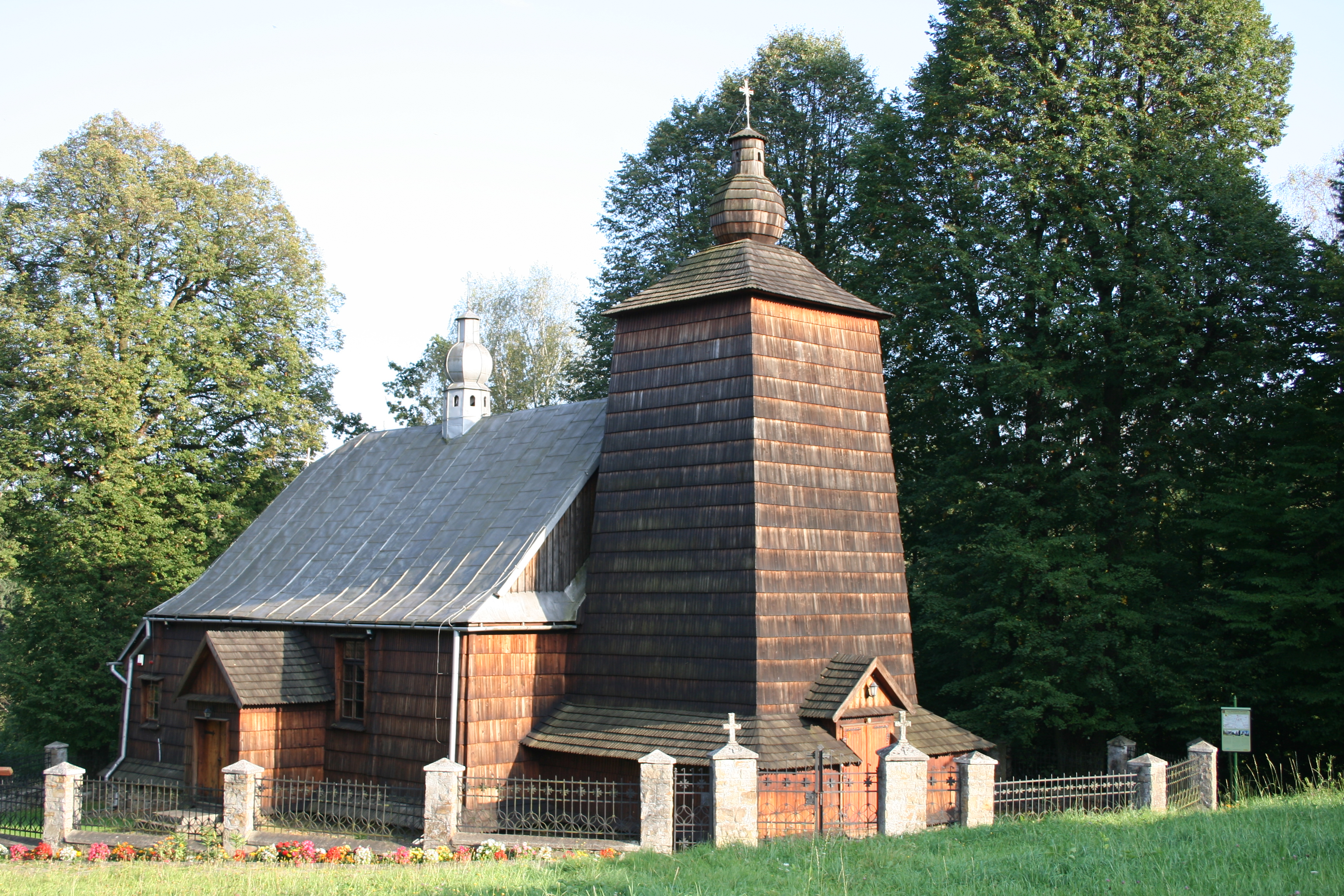
Ehemalige orthodoxe bzw. griechisch-katholische Kirche

## Geographie
Der Ort liegt im Dynów-Gebirge. Die Nachbarorte sind Wysoka Strzyżowska im Nordwesten, Brzeżanka und Godowa im Norden, Żyznów im Osten, sowie Węglówka und Krasna im Süden.

## Geschichte
Im 15. und 16. Jahrhundert entstand eine ruthenische (ukrainische) Sprachinsel der sogenannten Zamieszańcy (etwa Gemischte Leute) von etwa zehn Dörfern auf sehr schlechtem Grund im Dynów-Gebirge, nördlich von Krosno. Bonarowka wurde im Jahr 1581 erstmals urkundlich erwähnt. Der damalige Besitzer war Severini Bonar. Er könnte ein Verwandter von Severin Boner aus Krakau und nach einigen der Namensgeber des Dorfs sein. Der besitzanzeigende Name könnte vom anderen Bonar abgeleitet sein, wo das Suffix -ar, besonders im südöstlichen Kleinpolen, eher slawischstämmig als deutschstämmig ist, oder -er damals schon als -ar polonisiert war. Nach A. Kluska wurde das Dorf vom ruthenischen Bojar Michał Roch Bonar gegründet, der im Jahr 1460 den vier Ruthenen Kaczmarski, Hołodyński, Golej und Łysko den örtlichen Wald zu roden erlaubte. Nach späteren Quellen wurde eine orthodoxe Pfarrei im gleichen Jahr errichtet. Um das Jahr 1600 gab es dort eine der nur vier orthodoxen Kirchen der Woiwodschaft Sandomir. Nach der Union von Brest (1596) wurde 1630 dort die unierte (griechisch-katholische) Pfarrei gegründet.
Das Dorf gehörte ab 1569 zur Adelsrepublik Polen-Litauen, Woiwodschaft Sandomir, Kreis Pilzno. Bei der Ersten Teilung Polens kam Bonarówka 1772 zum neuen Königreich Galizien und Lodomerien des habsburgischen Kaiserreichs (ab 1804). Nach der Aufhebung der Patrimonialherrschaften bildete es ab 1850 eine Gemeinde im Gerichtsbezirk Strzyżów im Bezirk Rzeszów, ab 1896 im neuen Bezirk Strzyżów.
Nach dem Ende des Ersten Weltkriegs und dem Zusammenbruch der Habsburgermonarchie kam Bonarówka 1918 zu Polen. Unterbrochen wurde dies nur durch die deutsche Besetzung Polens im Zweiten Weltkrieg. Von 1975 bis 1998 gehörte Bonarówka zur Woiwodschaft Krosno.